# Dizzy Up the Girl
Dizzy Up the Girl es el sexto álbum de estudio de la banda The Goo Goo Dolls, lanzado el 22 de septiembre de 1998 por Warner Bros. Records. El álbum es reconocido por llevar a la banda al éxito, aunque también ya habían tenido éxito con el tema "Name" en 1995.
De este álbum lanzaron los sencillos: Iris, Slide, Dizzy, Black Balloon y Broadway.

## Lista de canciones
Todas las canciones escritas y compuestas por Johnny Rzeznik, excepto donde se indique. 
| N.º | Título            | Escritor(es)                 | Duración |  |
| 1.  | «Dizzy»           |                              | 2:43     |  |
| 2.  | «Slide»           |                              | 3:34     |  |
| 3.  | «Broadway»        |                              | 4:00     |  |
| 4.  | «January Friend»  | Robby Takac                  | 2:46     |  |
| 5.  | «Black Balloon»   |                              | 4:11     |  |
| 6.  | «Bullet Proof»    |                              | 4:39     |  |
| 7.  | «Amigone»         | Takac                        | 3:17     |  |
| 8.  | «All Eyes on Me»  | Rzeznik, Takac, Mike Malinin | 3:59     |  |
| 9.  | «Full Forever»    | Takac                        | 2:53     |  |
| 10. | «Acoustic #3»     |                              | 1:58     |  |
| 11. | «Iris»            |                              | 4:51     |  |
| 12. | «Extra Pale»      | Takac                        | 2:12     |  |
| 13. | «Hate This Place» |                              | 4:24     |  |